# متروک (فیلم ۲۰۱۰)
متروک (به انگلیسی: Abandoned) یک فیلم سینمایی بوسنیایی درام، به کارگردانی آدیس باکراچ، تهیه کنندگی آلمیر شاهینوویچ و ماری-آنی کست است. ستاره‌های فیلم عبارتنداز: میرا فورلن، تونی گرا، میرساد توکا و میرلا لامبیک.
فیلم متروک (۲۰۱۱) داستان پسری از خانه است که می‌کوشد ریشه‌های بوجود آمدن کودکان بی سرپناه را بشناسد.